# On the Avenue
On the Avenue é um filme de comédia musical dirigido por Roy Del Ruth e protagonizado por Dick Powell, Madeleine Carroll e Alice Faye. Irving Berlin compôs todas as músicas presentes no filme.

## Sinopse
Gary Blake (Dick Powell), está estrelando uma nova peça da Broadway chamada On the Avenue, com Mona Merrick (Alice Faye). A peça satiriza a "moça mais rica do mundo", Mimi Carraway (Madeleine Carroll). Mimi e seu pai, vão a estréia da peça e se sentem insultados. Após a apresentação, Mimi vai aos bastidores e diz a Gary que mude o enredo da peça. Gary recusa e diz a Mimi que ela não leva as coisas na brincadeira.
Pensando no que ele disse, Mimi resolve sair com Gary para conhecê-lo melhor. Após passar a manhã inteira juntos, os dois acabam se apaixonando. Com isso, Gary diz a Mimi que irá revisar o conteúdo do roteiro da peça para que não constranga mais a sua família. Mona também está apaixonada por Gary e fica furiosa ao saber que ele e Mimi estão saindo juntos. No próximo dia, quando a família de Mimi vai ao teatro prestigiar o espetáculo, Mona muda o roteiro de novo, sem Gary saber, ficando pior que o primeiro. Os Carraways, decidem enfim, processar Gary.
Para não perdê-lo, Mimi compra os direitos da peça e pela surpresa de Gary, paga a uma grande massa da platéia para que deixem de vê-la. Outras versões desta história chega aos ouvidos da imprensa e Gary vira motivo de piada em Nova York. Furioso, Gary anula seu contrato, e decide nunca mais trabalhar com Mimi. Tempo depois, Mimi fica noiva de um outro rapaz. No dia do casamento, Mona chega a igreja e acaba confessando a Mimi que foi ela que mudou todo o roteiro por vingança e não Gary.
Mimi foge do casamento e é levada com Gary para poder se casar com ele.

## Elenco
- Dick Powell - Gary Blake
- Madeleine Carroll - Mimi Carraway
- Alice Faye - Mona Merrick
- The Ritz Brothers
- George Barbier - Comodoro Caraway
- Alan Mowbray - Frederick Sims
- Cora Witherspoon - Tia Fritz
- Walter Catlett - J.J. Dibble
- Douglas Fowley - Eddie Eads
- Joan Davis - Sta. Katz
- Stepin Fetchit - Herman 'Step'
- Sig Ruman - Herr Hanfstangel
- Billy Gilbert - Joe Papaloupas